# Myrmelachista cooperi
Myrmelachista cooperi är en myrart som först beskrevs av Robert E. Gregg 1951.  Myrmelachista cooperi ingår i släktet Myrmelachista och familjen myror. Inga underarter finns listade i Catalogue of Life.